# Yann Bidonga
Yann Bidonga (ur. 20 marca 1979) – gaboński piłkarz grający na pozycji bramkarza.

## Kariera klubowa
Bidonga jest wychowankiem klubu AS Mangasport z miasta Moanda. W jego barwach zadebiutował w 1999 roku pierwszej lidze gabońskiej. Sześciokrotnie wywalczył z Mangasport tytuł mistrza Gabonu w latach 2000, 2004, 2005, 2006, 2008 i 2014. Czterokrotnie zdobywał Coupe du Gabon Interclubs w latach 2001, 2005, 2007 i 2011, a także dwukrotnie Superpuchar Gabonu w 2001 i 2006 roku.

## Kariera reprezentacyjna
W reprezentacji Gabonu Bidonga zadebiutował w 2001 roku. W 2012 roku został powołany do kadry na Puchar Narodów Afryki 2012.